# Betty Heidler
Betty Heidler (Berlim, 14 de outubro de 1983) é uma atleta alemã especializada no lançamento do martelo. Foi campeã mundial da modalidade em Osaka 2007, recordista mundial entre 2011 e 2014 – 79,42 m – e medalhista olímpica de prata em Londres 2012.